# Łukasz Kohut
Pour l’article homonyme, voir Kohut.
Łukasz Marcin Kohut, né le 10 septembre 1982 à Katowice en Pologne, est un photographe et homme politique indépendant polonais.
Il est élu député européen en 2019 et réélu en 2024.